# Nazionale maschile di hockey su pista della Costa Rica
La nazionale di hockey su pista della Costa Rica è la selezione maschile di hockey su pista che rappresenta la Costa Rica in ambito internazionale.
Ha partecipato al Campionato mondiale B maschile di hockey su pista Città del Messico 1986 e alla Coppa America di hockey su pista del 2010, arrivando in entrambe le competizioni all'ultimo posto.
Opera sotto la giurisdizione della Federazione di pattinaggio della Costa Rica.